# Cleptornis marchei
Cleptornis marchei là một loài chim trong họ chim Zosteropidae vành khuyên. Đây là loài chim duy nhất thuộc chi Cleptornis. Cleptornis marchei từng được xem là chim ăn mật trong họ Meliphagidae và dù hiện nó đã được phân loại vào họ Vành khuyên, vị trí của nó trong họ này vẫn chưa rõ. Loài chim này chỉ sinh sống ở các đảo Saipan và Aguijan thuộc quần đảo Bắc Mariana, nơi nó đồng sinh (chia sẻ lãnh địa) và cạnh tranh với loài chim Zosterops conspicillatus họ hàng. Cleptornis marchei có bộ lông vàng và vòng mắt nhạt. Chúng ăn côn trùng, trái cây và mật. Chúng cặp đôi suốt đời và đẻ một lần hai trứng trong tổ nhỏ hình chén.
Các hoá thạch cho thấy Cleptornis marchei từng tồn tại ở Tinian và Rota nhưng đã bị tuyệt chủng cục bộ do tác động của con người. Mặc dù chúng hiện có số lượng lớn tại Saipan và Aguijan, và thực tế rằng chúng là một trong số loài chim có mật độ cao nhất, chúng vẫn thuộc diện bị đe doạ nghiêm trọng. Các mối đe doạ bao gồm sự xâm lấn của loài rắn Boiga irregularis, gần đây được đưa đến Saipan, và được dự đoán sẽ gây sụt giảm nghiêm trọng số lượng chim. Các nỗ lực đang được thực hiện trong các sở thú nhằm kiểm soát loài rắn và thúc đẩy nhân giống loài chim này.

## Phân bố và môi trường sống

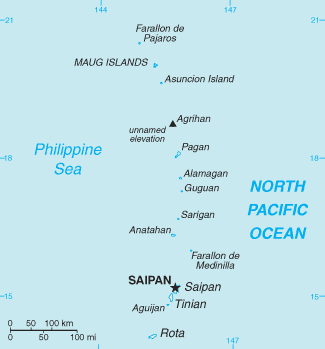
Loài này sống tại Saipan và Aguijan của Quần đạo Bắc Mariana.

Đây là loài đặc hữu của quần đảo Bắc Mariana ở miền tây Thái Bình Dương, nơi nó hiện diện tại đảo Saipan và Aguijan. Trong phạm vi phân bố của nó, Cleptornis marchei có mặt tại nhiều môi trường sống khác nhau, cả tự nhiên và nhân tạo. Nó phổ biến trong các khu rừng địa phương, đặc biệt là rừng đá vôi, nhưng cũng sống ở rừng cây bụi và vùng ngoại ô. Tại Saipan, sinh cảnh duy nhất thiếu vắng loài này là đầm lấy quanh hồ Susupe và savan cỏ.